# شاپور شهیدی
شاپور شهیدی هنرپیشه تئاتر، سینما و تلویزیون اهل ایران است.

## زندگی‌نامه
شاپور شهیدی فرزند اختر کریمی زند (هنرپیشه سینما) و عبدالوهاب شهیدی (خواننده موسیقی سنتی) است.
وی همسر نیاز سلیمی می‌باشد که در سریال «رؤیای شیرین» نقش آفرینی کرده‌است.

## گزیدهٔ آثار

### سینما
- ملاقات (۱۳۶۵)
- وکیل اول (۱۳۶۵)
- اجاره‌نشین‌ها (۱۳۶۵)

### تلویزیون
- ماه پنهان است (۱۳۶۲) شبکه ۱
- نهضت‌های آزادی‌بخش (۱۳۶۵)
- نفت پر (۱۳۶۶) شبکه ۱
- شبکه تلویزیونی روستای کارآباد (۱۳۶۶) شبکه ۱
- سیمای اقتصاد ما (۱۳۶۶)
- میان‌پرده‌های دلسوز

### تئاتر
- آن زمان فرا خواهد رسید (۱۳۶۰) - کارگردان: هرمز هدایت